# Lajja
Lajja (tłumaczenie: "Hańba", inny tytuł:" Lajja – Shame") – indyjski dramat wyreżyserowany W 2001 roku przez Rajkumar Santoshi, autora Deszcz, China Gate, The Legend of Bhagat Singh i Mundur. Reżyser jest też scenarzystą i producentem filmu, którego tematem jest dramatyczna sytuacja kobiety w indyjskim społeczeństwie. Bohaterkami filmu są cztery kobiety zagrane przez takie aktorki jak Rekha, Madhuri Dixit, Manisha Koirala i Mahima Chaudhry. Znaczące, że imiona czterech kobiet, bohaterek filmu (Maithali, Janaki, Ramdulhari i Vaidehi) – to wersje imienia Sity ze starożytnego utworu  "Ramajany", ideału indyjskiej kobiety. W rolach bohaterów historii: Jackie Shroff, Anil Kapoor i Ajay Devgan.

## Fabuła
Nowy Jork. Induska Vaidehi (Manisha Koirala) wychodzi za mąż za Raghuvira (Raghu) (Jackie Shroff), NRI – Indusa żyjącego za granicą. Mimo tego, że mąż jest w stanie zapewnić jej życie w dobrobycie, Vaidehi czuje się nieszczęśliwa. Raghu lubi życie na wysokiej stopie, jego żywiołem są światła klubów nocnych. Zamroczony alkoholem chętnie przytula na oczach żony obce kobiety, na własną zaś zdarza mu się podnieść rękę. Vaidehi, kiedyś w Mumbaju niezależna, z pasją pracująca w galerii sztuki, teraz tylko nieśmiało protestuje, ale gdy Raghu nie ma nic przeciwko temu, aby uwodził ją jego wspólnik, jest tak oburzona, że Raghu ma jej dość. Każe jej opuścić Amerykę i wrócić do rodziców do Indii. Tam w domu rodziców spotyka ją też odrzucenie. Ojciec oburzony jej powrotem, zarzuca jej, że przynosi wstyd rodzinie opuszczając męża, że utrudni tym zamążpójście siostry. Uważa, że od momentu ślubu Vaidehi należy do rodziny męża. Jest uszczęśliwiony, gdy Raghu wzywa Vaidehi z powrotem do USA. W ostatniej chwili na lotnisku Vaidehi dowiaduje się jednak, że Raghu nie szuka zgody w małżeństwie. Przeżył właśnie wypadek samochodowy, w którym utracił szansę na bycie kiedykolwiek ojcem. Lekarz Vaidehi powiedział mu, że wyjechała ona do Mumbaju spodziewając się dziecka. Teraz żona potrzebna mu jako inkubator dla przyszłego dziedzica majątku. Jej samej zamierza się po urodzeniu dziecka pozbyć. Wstrząśnięta Vaidehi ucieka. Zaczyna się jej wędrówka przez Indie w poszukiwaniu miejsca dla siebie i dziecka, które ma przyjść na świat. Nagpur. Haripur. Zmiana miejsc. Coraz to nowi ludzie wokół niej. I mąż ścigający ją poprzez zdjęcia w gazecie i wyznaczenie nagrody za informacje o niej. Po drodze Vaidehi spotyka kolejno trzy kobiety, których imię podobnie jak jej imię jest imieniem legendarnej Sity z Ramajany. Każda z nich podobnie jak Vaidehi walczy o swoją godność. Maithili (Mahima Chaudhry) – upokorzona podczas wesela przez rodzinę pana młodego wykłócającą się o posag i grożącą zerwaniem ślubu. Janki (Madhuri Dixit) niezamężna też oczekująca dziecka aktorka, która rzuca wyzwanie ze sceny i zamiast odgrywać pokorną wobec męża Ramy Sitę wykrzykuje z bólem słowa o upokorzeniu kobiety, która jak Sita musi udowadniać swojemu mężowi niewinność przechodząc przez próbę ognia. Porzucona przez męża Ramdulaari (Rekha), którą kobiety wołają do porodu i która zorganizowała dla nich pracę przy produkcji tkanin, uczy ich pisać, posługiwać się komputerem, nosić wysoko głowę przed każdym mężczyzną. Ramdulaari wzywają też na pomoc, gdy mężczyźni chcą zabić tuż po urodzeniu dziewczynkę bojąc się, że kiedyś jej ślub zrujnuje ich. W tej podróży czasem w ostatniej chwili ratują Vaidehi mężczyźni:  Raju (Anil Kapoor), złodziej o złotym sercu i Bulwa (Ajay Devgan) walczący z niesprawiedliwością dakoit, wyklęty przez prawo czciciel Bogini Matki.

## Obsada
- Rekha – Ramdulaari – nominacja do Nagrody Filmfare dla Najlepszej Aktorki Drugoplanowej, Nagrody IIFA dla Najlepszej Aktorki Drugoplanowej
- Manisha Koirala – Vaidhehi
- Madhuri Dixit – Janki – Nagroda Zee Cine dla Najlepszej Aktorki Drugoplanowej
- Mahima Chaudhry – Maithali
- Jackie Shroff – Raghuveer
- Anil Kapoor – Raju
- Ajay Devgan – Balwa – nominacja do Nagrody Filmfare dla Najlepszego Aktora Drugoplanowego, nominacja do Nagrody Zee Cine dla Najlepszego Aktora Drugoplanowego
- Samir Soni – Manish
- Dina Pathak – Bua
- Sonali Bendre – tancerka (gościnnie) – 'Mujhe Saajan Ke Ghar Jaana Hai'
- Urmila Matondkar – tancerka (gościnnie)
- Danny Denzongpa – Gajendra
- Gulshan Grover – Virender
- Aarti Chhabria – Sushma (Gajendry córka)
- Sharman Joshi – Prakash (Ramdulaariego syn)
- Anjan Shrivastav – Nekchand (ojciecMaithili)
- Farida Jalal – Saroj (mama Maithili)
- Beena Banerjee – matka Vaidehi
- Govind Namdeo – Hazarilal
- Rohini Hattangadi – p. Hazarilal
- Suresh Oberoi (ojciec Raghuveera)
- Tinu Anand – Purshotam
- Ritu Shivpuri – Anita
- Johnny Lever – Fakhruddin (pracownik Raghuveera)
- Razak Khan – Francis (podwladny Raghuveera)
- Jagdeep – Bansidhar Chakkiwala
- Asrani – Gulab Chand
- Viju Khote – Damodar